# Cumulopuntia sphaerica
Cumulopuntia sphaerica là một loài thực vật có hoa trong họ Cactaceae. Loài này được (C.F.Först.) E.F.Anderson mô tả khoa học đầu tiên năm 1999.

## Hình ảnh

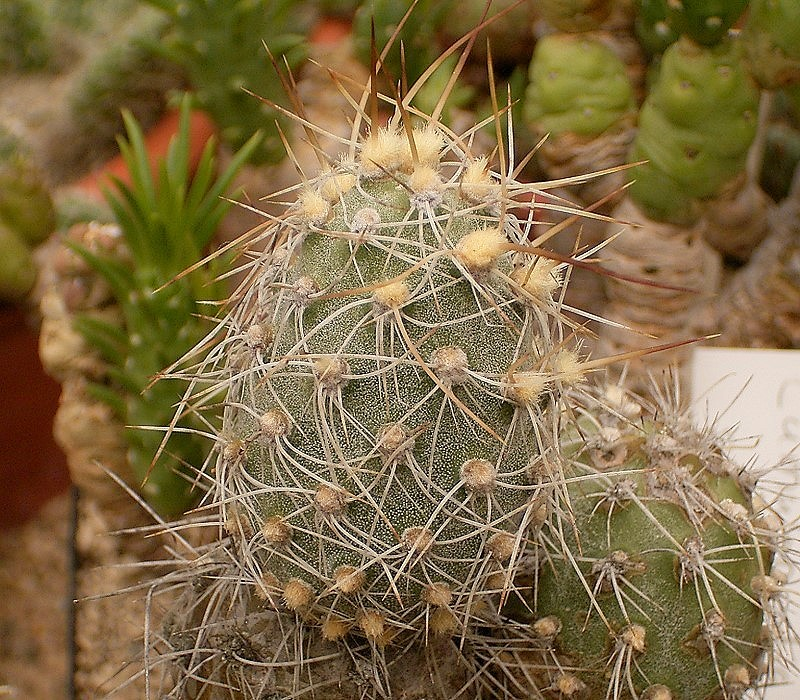
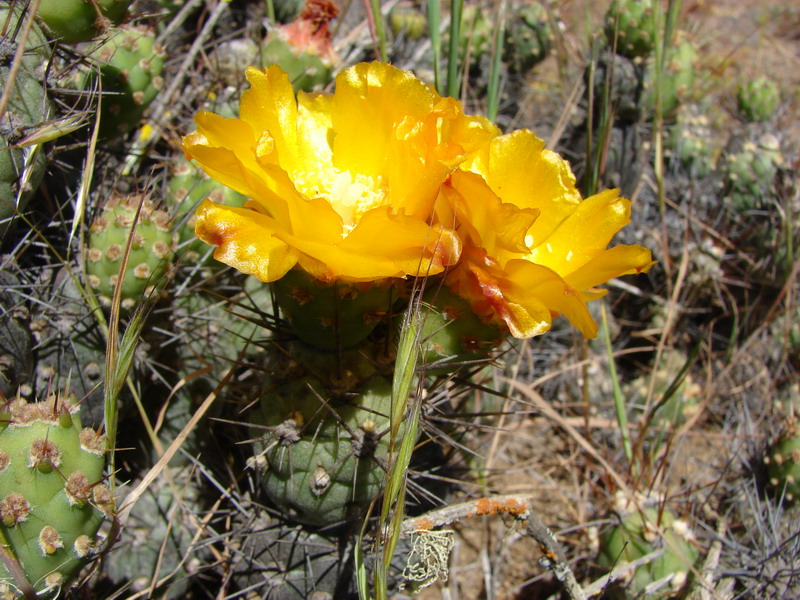
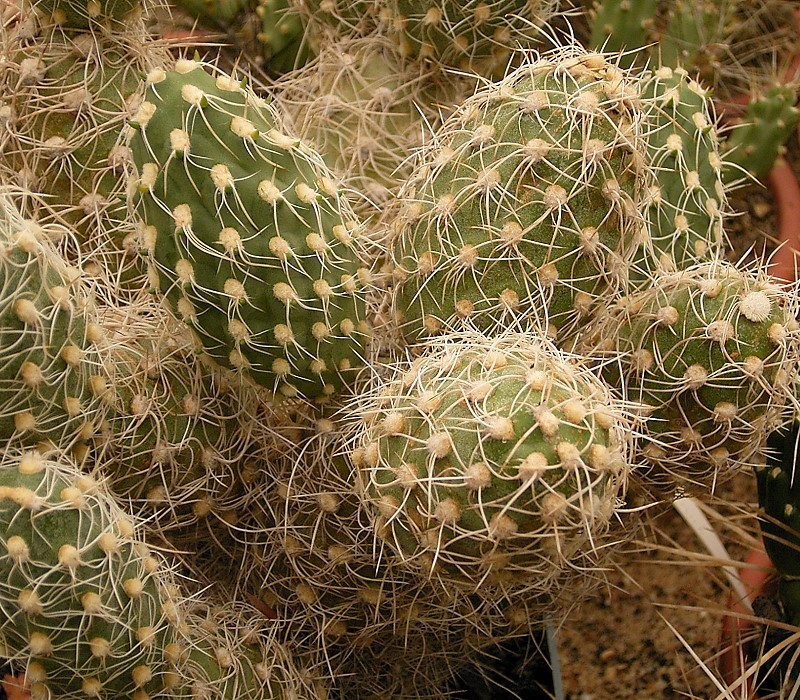
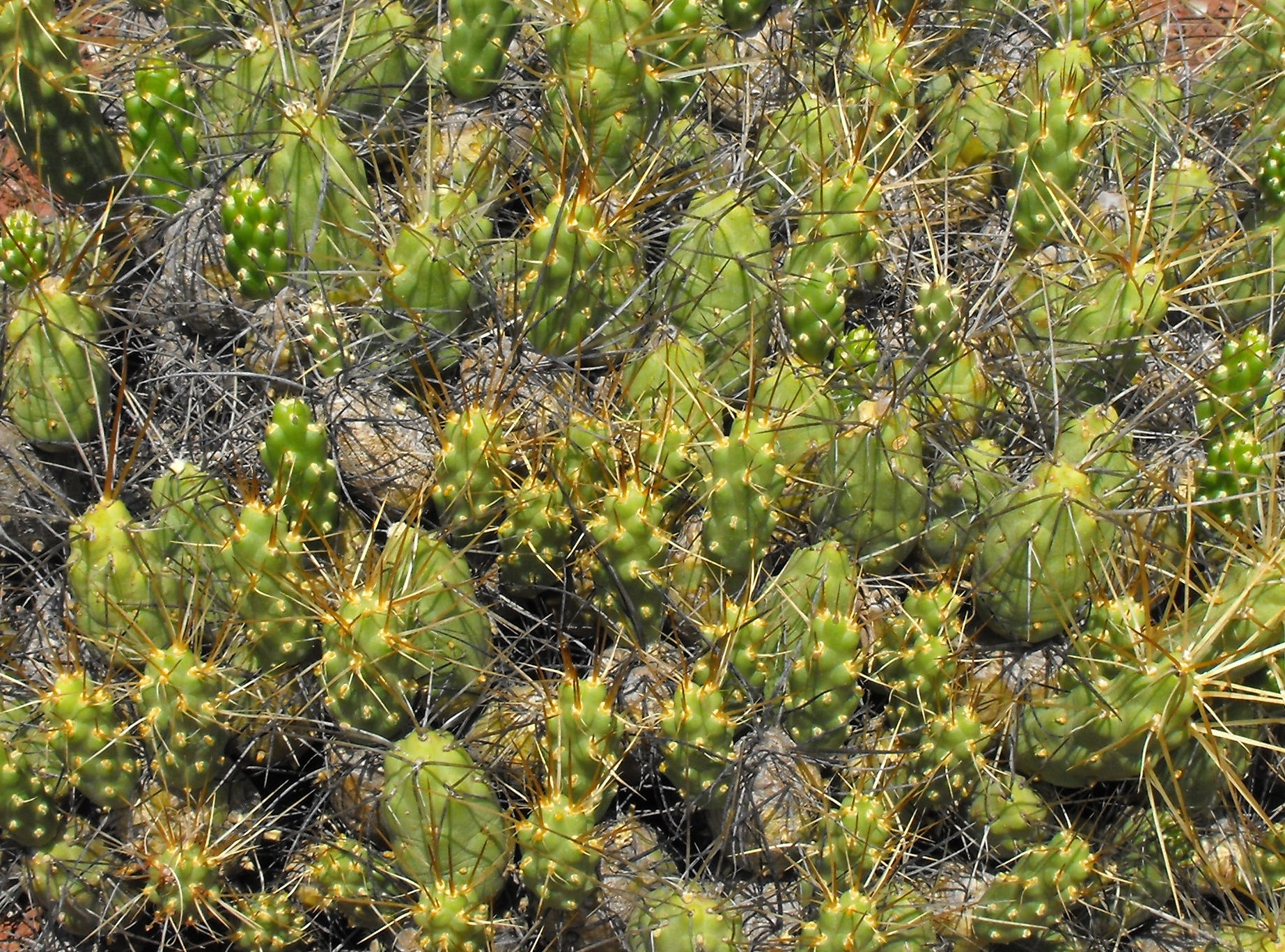